# Colin von Ettingshausen
Colin von Ettingshausen, född den 11 augusti 1971 i Düsseldorf i Tyskland, är en tysk roddare.
Han tog OS-silver i tvåa utan styrman i samband med de olympiska roddtävlingarna 1992 i Barcelona.